# Giessenburg (kasteel)
De Giessenburg was een kasteel in het Nederlandse dorp Giessenburg, provincie Zuid-Holland. Het voormalige kasteelterrein is een rijksmonument.

## Geschiedenis
In 1411 bouwde graaf Willem VI van Holland de versterking Giessenburg vanwege de Arkelse Oorlogen. Mogelijk gaat het hier om een verbouwing of herbouw van een ouder kasteel, want in 1277 zou de familie Van Brederode al de Giessenburg in bezit hebben. Ook zou Jan van Arkel het slot aan het begin van de Arkelse Oorlogen hebben ingenomen.
Na afloop van de Arkelse Oorlogen in 1412 werd de Hollandgezinde Arent van Gent met een groot deel van de Alblasserwaard beleend. Hij bouwde de versterking Giessenburg om tot een woontoren. Het slot werd het administratief centrum voor het waterschap Overwaard.
Eind 15e eeuw was de Giessenburg in bezit van de familie Wena.
Vanaf 1554 was de familie Van Drenckwaerts de eigenaar. Zij verbleven niet zelf op het kasteel maar hadden hun residentie in Dordrecht. De Giessenburg liep tijdens de Tachtigjarige Oorlog schade op en het duurde waarschijnlijk tot midden 17e eeuw voordat de schade werd hersteld. Het kasteel was toen in bezit gekomen van de familie Van Marlot, afkomstig uit Den Haag. Lodewijk van Marlot liet het tot een buitenplaats verbouwen.
Eind 18e eeuw was het kasteel echter in verval geraakt en in 1802 werd het complex voor afbraak verkocht.

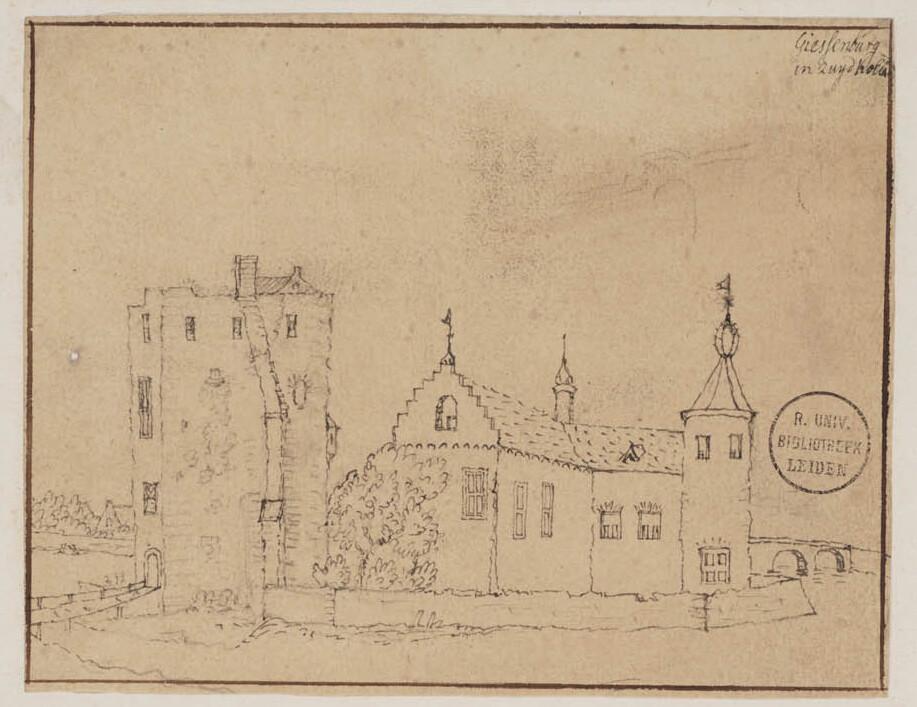
Giessenburg in 1720, met het landhuis en de oude woontoren.

## Beschrijving
De Giessenburg is gebouwd in een bocht van het riviertje de Giessen, waar het dan ook zijn naam aan dankt. De woontoren stond op een kleine heuvel. De oudste afbeelding is een tekening door Roelant Roghman uit 1646: daarop staat een rechthoekig, door een slotgracht omgeven kasteel afgebeeld. Het kasteel lijkt op deze tekening inderdaad te zijn ontstaan uit een oudere woontoren.
In de 17e eeuw breidde de familie Van Marlot het kasteel uit met een nieuw landhuis en een park, zodat er een luxe buitenplaats ontstond. Hierbij bleef de oude woontoren gehandhaafd. Uiteindelijk verviel het gehele complex tot een ruïne en in 1802 werd het complex voor afbraak verkocht.
Het omgrachte kasteelterrein ligt anno 2024 in een bungalowpark. De kasteelheuvel met enkele muurfragmenten is bewaard gebleven.
Abbenbroek · Abspoel · Adegeest · Slot Alkemade ·  Altena · Arkelsburg · Bellesteyn · Huis ten Berghe · Binckhorst · Binnenhof · Blijdestein · Te Blotinghe · Boekenburg · Boekhorst · Boshuysen · Bulgersteyn · Burcht (Leiden) · Burcht (Voorne) · Slot Capelle · Coebel · Cranenburg · Crayestein · Cronesteyn · Crooswijk · Develstein · 't Huys Dever · Dirks Steenhuis · Ter Does · Duivenstein · Duivenvoorde · Endegeest · Endepoel · Foreest · Giessenburg · Gravensteen · Groot Haesebroek · 's Heeraartsberg · Hof van Wateringen · Holy · Slot Honingen · Kasteel van de Heren van Arkel · Kasteel van Gouda · Keenenburg · Kasteel Keukenhof · Klein Poelgeest · Huis te Langerak · Langestein · Huis te Liesveld · Ter Lips · De Loo · Madeburcht · Marenburch · Meerburg · Huis te Merwede · Huis ter Mey · Kasteel van der Meye · Niemandsvriend · Noordeloos · Oud-Berendrecht · Oud-Poelgeest · Oud Teylingen · Paddenpoel · Persijn · Groot Poelgeest · Hof van Putten · Puttensteyn · Landgoed De Raephorst · Kasteel Ravesteyn · Kasteel van Rhoon · Rijnegom · Rijnenburg · Huis te Riviere · Rodenburg · Hofstad Rodenrijs · Rodenrijs · Rosenburgh · Huis Roucoop · Santhorst · Schelluinderberg · Schonenburg · Kasteel van Schoonhoven · Souburgh · Spangen · Starrenburg · Huis ter Specke · Steenvoorde · Stenevelt · Slot Teylingen · Den Toll · Torenvliet · Slot Valckesteyn · Huis ter Waard · Warmont · Ter Weer · Hof van Wena · Kasteel Westerbeek · Huis te Woude · Kasteel van IJsselmonde · 't Zand · Huis Zevender · Kasteel aan de Zevender · Zijlhof · Zonneveld · Huis Zuidwijk · Zwieten